# Кросс наций 1898
Неофициальный Кросс наций 1898 года состоялся 20 марта во французском городе Виль-д’Авре.
Первый официальный Кросс наций состоялся в 1903 году.

## Призёры
| Event                    | Золото                   | Золото | Серебро                 | Серебро | Бронза                  | Бронза  |
| ------------------------ | ------------------------ | ------ | ----------------------- | ------- | ----------------------- | ------- |
| Личное первенство        |                          |        |                         |         |                         |         |
| Мужчины 9 миль (14,5 км) | Сидней Робинсон · Англия | 56.36  | Харри Харрисон · Англия | 56.36,4 | Чарльз Беннетт · Англия | 57.14,8 |
| Командное первенство     |                          |        |                         |         |                         |         |
| Мужчины                  | Англия                   | 21     | Франция                 | 69      | —                       | —       |

## Результаты

### Мужчины (9 миль /14,5 км)
| Место | Атлет           | Страна  | Время   |
| ----- | --------------- | ------- | ------- |
| 1     | Сидней Робинсон | Англия  | 56.36   |
| 2     | Харри Харрисон  | Англия  | 56.36,4 |
| 3     | Чарльз Беннетт  | Англия  | 57.14,8 |
| 4     | Томми Бартлетт  | Англия  | 57.22,6 |
| 5     | Джек Марш       | Англия  | 57.48,4 |
| 6     | Эдвард Барлоу   | Англия  | 57.51,2 |
| 7     | Дж. Крук        | Англия  | 58.44   |
| 8     | Артур Мичем     | Англия  | 58.44   |
| 9     | Жорж Тюке-Дони  | Франция | 59.08   |
| 10    | Х. Фримэн       | Франция | 1:01.33 |
| 11    | E. Пикан        | Франция | 1:01.42 |
| 12    | Жозеф Жене      | Франция | 1:02.51 |
| 13    | И. Эннекен      | Франция | 1:03.10 |
| 14    | M. Дюпре        | Франция | 1:03.18 |
| 15    | Огюст Марше     | Франция | 1:04,11 |
| 16    | A. Обер         | Франция | 1:04.18 |

## Командное первенство

### Мужчины
| Место | Страна  | Команда                                                                              | Очки |
| ----- | ------- | ------------------------------------------------------------------------------------ | ---- |
| 1     | Англия  | Сидней Робинсон Харри Харрисон Чарльз Беннетт Томми Бартлетт Джек Марш Эдвард Барлоу | 21   |
| 2     | Франция | Жорж Тюке-Дони Х. Фримэн E. Пикан Жозеф Жене И. Эннекен M. Дюпре                     | 69   |

## Страны-участники
В соревнованиях приняли участие 16 спортсменов из 2-х стран.
- Англия (8)

- Франция (8)